# Modrý Kameň
Modrý Kameň és una ciutat d'Eslovàquia. Es troba a la regió de Banská Bystrica.

## Història
La primera menció escrita de la vila es remunta al 1290.

## Demografia
| Godina             | 1994 | 2004   | 2014    | 2024   |
| ------------------ | ---- | ------ | ------- | ------ |
| Nombre de persones | 1437 | 1459   | 1615    | 1630   |
| Diferència         |      | +1,53% | +10,69% | +0,92% |

| Godina             | 2023 | 2024   |
| ------------------ | ---- | ------ |
| Nombre de persones | 1659 | 1630   |
| Diferència         |      | −1,74% |